# Courtmacsherry
Courtmacsherry (iriska: Cúirt Mhic Shéafraidh) är en liten by i grevskapet Cork i Republiken Irland belägen på öns sydkust.
Courtmacsherrys huvudindustri är fiske även om fångsten minskat, framför allt av makrill, under de senaste åren. Under sommaren är turismen en stor näringskälla och det finns stränder som Dunworly beach och Muphy's beach som flitigt besöks av turister. Det finns även ett hotell i byn som oftast besöks av folk från staden Cork. 